# Dual Inline Memory Module

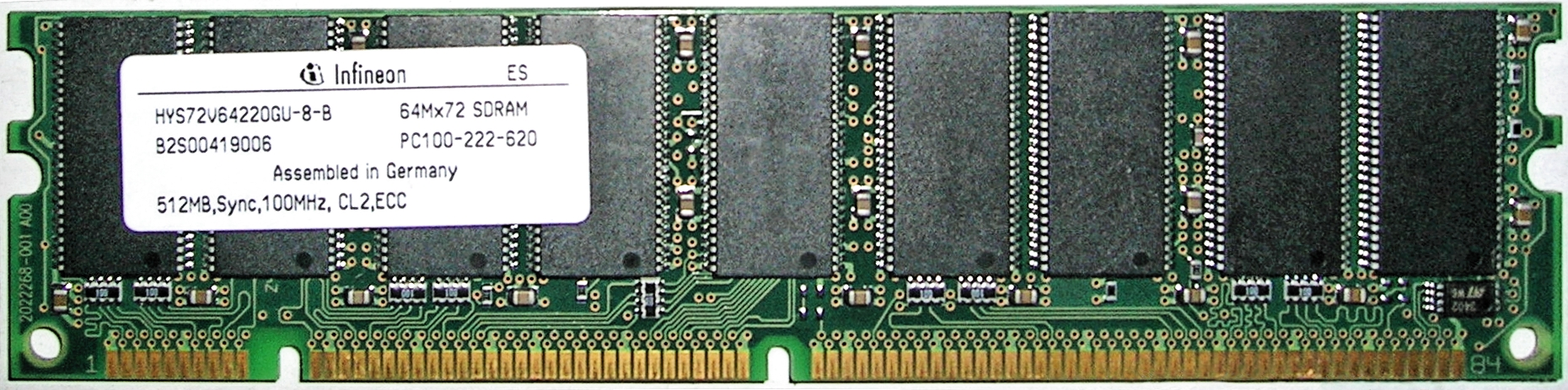
DIMM bestückt mit 512 MiB SDRAM/„Grün“ (Bleifreies Speichermodul)

Dual Inline Memory Module (DIMM, englisch etwa doppelreihiges Speichermodul) sind Speichermodule für den Arbeitsspeicher von Computern. Im Gegensatz zu Single Inline Memory Modulen (SIMM) führen DIMMs auf den Anschlusskontakten auf der Vorderseite und auf der Rückseite der Leiterplatte unterschiedliche Signale, in der Regel da sich auf beiden Seiten der Leiterplatte Speicherbausteine befinden.
DIMMs sind in einer Vielzahl von Bauformen bekannt. Die häufigeren sind:
- DIMMs mit 168 Kontakten und zwei Kerben in der Kontaktleiste sind in der Regel mit SDRAM bestückt und verfügen über einen 64 Bit breiten Datenbus. Die genaue Position der Kerbe zwischen Kontakt 40 und 41 wird bei den Untervarianten dieser Bauart noch einmal variiert und dient der Erkennung der vorgesehenen Spannungsversorgung für das Modul. Eher links positioniert: 5 V, mittig positioniert: 3,3 V, rechts positioniert: für Spezialfälle reserviert. Auch die genaue Position der Kerbe zwischen Kontakt 10 und 11 variierte. Seltener gab es Module, die mit EDO bestückt waren, wie auch SRAMs für Verwendung als L2-Cache. Um eine Verwechslung zu vermeiden, unterschieden sie sich durch geringfügig unterschiedliche Positionen dieser zwei Kerben.

- Dual Inline Modules mit 184 Kontakten und einer Kerbe sind mit DDR-SDRAM bestückt.
- Dual Inline Modules mit 240 Kontakten und einer Kerbe sind mit DDR2-SDRAM-Chips oder DDR3-SDRAM-Chips bestückt.
- Dual Inline Modules mit 288 Kontakten und einer Kerbe sind mit DDR4-SDRAM oder DDR5-SDRAM bestückt.
- Dual Inline Modules mit 72 oder 144 Kontakten (SDRAM), 200 Kontakten (DDR- und DDR2-RAM), 204 Kontakten (DDR3-RAM) oder 260 Kontakten (DDR4-RAM) wurden in Laptops als so genannte SO-DIMMs eingesetzt.

Für spezielle Serveranwendungen werden auch andere Bauformen verwendet.
Im Gegensatz zu SIMM-Modulen, die in ihre Sockel ohne Kraftanwendung leicht schräg eingesetzt und durch Hochklappen über eine Federklinke fixiert wurden (oder manchmal senkrecht eingesetzt und ihre Endposition ist schräg), werden DIMM-Module mit Ausnahme von SO-DIMMs immer senkrecht zur Hauptplatine hineingedrückt, wobei kleine Hebel an den Sockelenden beim Herausnehmen behilflich sind.
Zudem gibt es auch sogenannten NV-DIMM (oder NVDIMM), was wohl für Non-Volatile Dual Inline Memory Module (also nichtflüchtiger [Arbeits-]Speicher) steht.